# Sharīflū
Sharīflū (persiska: شریفلو) är en ort i Iran.   Den ligger i provinsen Östazarbaijan, i den nordvästra delen av landet, 500 km väster om huvudstaden Teheran. Sharīflū ligger 1 305 meter över havet och antalet invånare är 963.
Terrängen runt Sharīflū är platt, och sluttar västerut.Runt Sharīflū är det ganska tätbefolkat, med 139 invånare per kvadratkilometer. Närmaste större samhälle är Mīāndoāb, 7,3 km väster om Sharīflū. Trakten runt Sharīflū består i huvudsak av gräsmarker.